# ジュロー・ヤクチン
ジュロー・ヤクチン（Đuro Jakčin、1889年2月22日 - 1944年2月16日）は、クロアチアの軍人。海軍少将。

## 経歴
1941年4月、クロアチア独立国海軍の初代司令官に任命。しかし、イタリアがクロアチア海軍艦艇に制限を科したため、海軍は少数の小型艦艇しか保有せず、事実上存在しないに等しかった。海軍司令官としての仕事がほとんどなかったヤクチンは、1941年4月から1942年11月まで駐ベルリン駐在武官を兼任した。1942年11月から1943年9月まで第7SS義勇山岳師団「プリンツ・オイゲン」駐在のクロアチア司令部主任連絡将校。1943年末、エドガル・アンゲリと交代し、駐ソフィア外交代表に任命。